# Park Jana Kasprowicza w Szczecinie

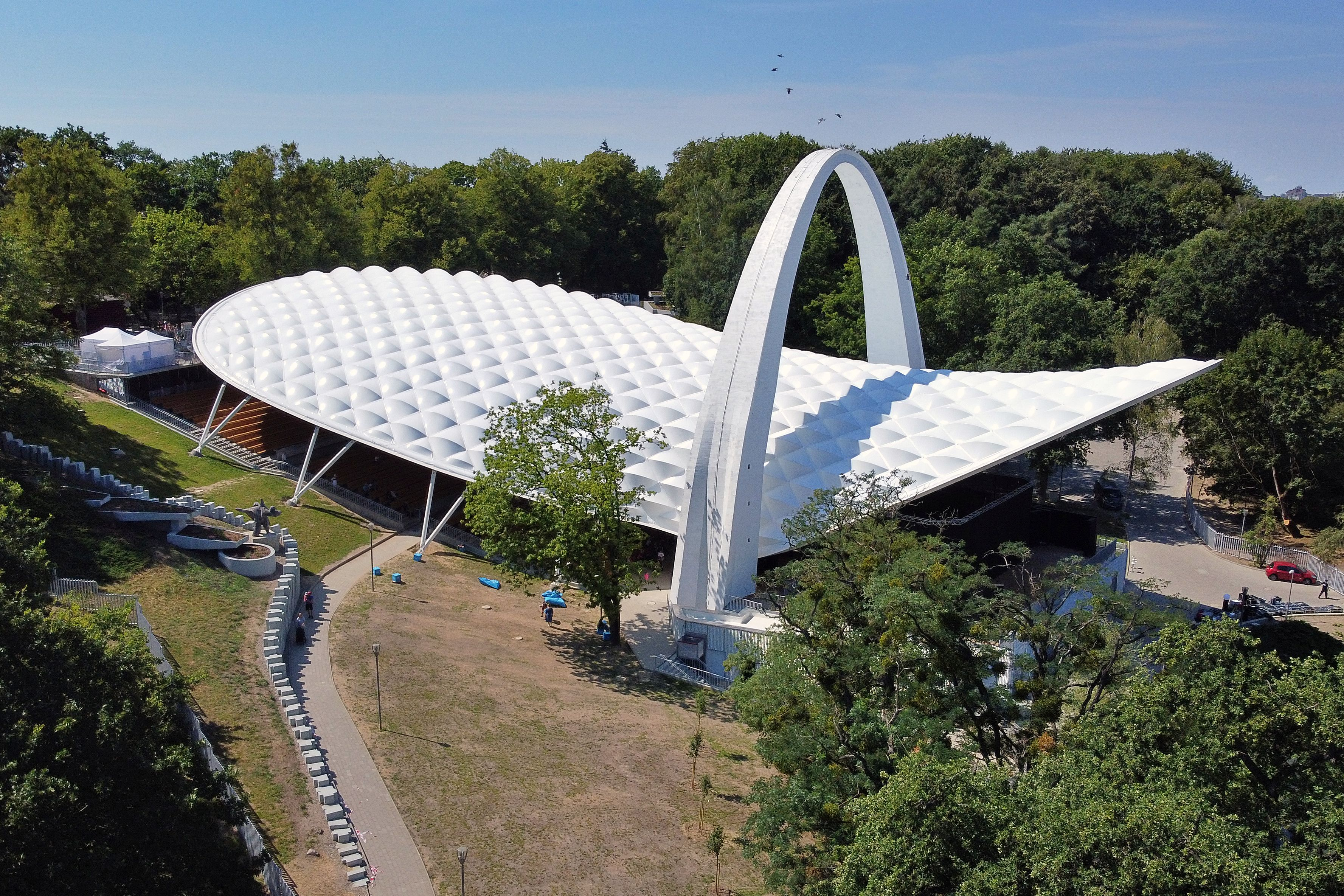
Teatr Letni w Szczecinie (2022)

Park Kasprowicza (oficjalna nazwa: „park Jana Kasprowicza”; do 1945 niem. Quistorp Park) – największy park miejski Szczecina położony w całości w granicach administracyjnych osiedla Łękno przy zbiegu granic z osiedlem Niebuszewo-Bolinko i północnej części Śródmieścia. Wraz z fragmentem Parku Leśnego Arkońskiego tworzy zespół przyrodniczo-krajobrazowy „Zespół Parków Kasprowicza-Arkoński” o łącznej powierzchni 96,8 ha. Na północy sąsiaduje z Ogrodem Dendrologicznym im. Stefana Kownasa.

## Charakterystyka
Park jest ograniczony ulicami: J. Słowackiego, B. Zaleskiego, S. Wyspiańskiego i P. Skargi, ma powierzchnię ok. 27 ha. Został założony w 1900 r. i otrzymał nazwę Quistorp Park na cześć Johannesa Heinricha Quistorpa, który przekazał miastu sąsiadujące tereny: plac Jasne Błonia (zwany wówczas niem. Quistorp Aue) i Las Arkoński (do 1945 niem. Eckerberger Wald). Park położony jest na zboczach tzw. Doliny Niemierzyńskiej nad jeziorem Rusałka i stanowi krańcowy fragment Puszczy Wkrzańskiej. Na przedłużeniu obecnej ul. Monte Cassino stał pomnik Ernsta Moritza Arndta, który obecnie nie istnieje.
W parku występują liczne gatunki drzew, które są rzadko spotykane w Polsce takie jak sosny: żółta i górska, świerk serbski i Brewera, cis, cypryśnik błotny, platan, ambrowiec balsamiczny, jesion mannowy oraz gatunki brzozy, wierzby, buku, jesionu i dębu. Spośród rzadziej spotykanych rosną tu także: skrzydłorzech kaukaski, kłęk amerykański, sosna Jeffreya, jodła Veitcha, topola chińska, grujecznik japoński oraz krzewy: berberysy, irgi, tawuły, perukowiec, parocja perska, oczar wirginijski, oczar japoński, kłokoczka, klon okrągłolistny.
W 1976 r. został zbudowany amfiteatr na ok. 4.500 miejsc oraz otaczające go po bokach rzeźby z kamienia. W amfiteatrze noszącym nazwę Teatr Letni im. Heleny Majdaniec, głównie w sezonie letnim, odbywają się występy gwiazd, imprezy itp. W 2000 r. jedna trzecia widowni została zadaszona. W latach 2020–2022 wykonano gruntowną przebudowę amfiteatru polegającą m.in. na jego całkowitym zadaszeniu.
Na przełomie wieków w bezpośrednim sąsiedztwie amfiteatru umieszczono rzeźbę „Ogniste ptaki” (1975) autorstwa Władysława Hasiora.
3 września 1979 r. został odsłonięty Pomnik Czynu Polaków autorstwa Gustawa Zemły.
20 kwietnia 2007 oddano do użytku odtworzoną Różankę, leżącą niemal na skraju Parku Kasprowicza.
9 grudnia 2016 roku odsłonięto Pomnik Chłopca Węgierskiego upamiętniający pomoc udzieloną przez mieszkańców Szczecina mieszkańcom Budapesztu podczas powstania węgierskiego w 1956. Autorem rzeźby jest Richárd Juha.